# Pseudoterpna albolineata
Pseudoterpna albolineata är en fjärilsart som beskrevs av Wagner 1922. Pseudoterpna albolineata ingår i släktet Pseudoterpna och familjen mätare. Inga underarter finns listade.